# Дельм
Дельм (фр. Delme) — коммуна во французском департаменте Мозель региона Лотарингия. Является центром одноимённого кантона.	

## География
Дельм расположен в 31 км к юго-востоку от Меца и приблизительно на таком же расстоянии от Нанси. Соседние коммуны: Тенкри и Превокур на северо-востоке, Вивье и Фонтени на востоке, Донжё, Ланёввиль-ан-Сольнуа и Орьокур на юго-востоке, Лемонкур на юге, Пюзьё, Аленкур-ла-Кот, Льокур и Ксокур на северо-западе.

## История
- В галло-романскую эпоху Дельм на Пейтингеровой таблице упоминался как лат. Ad Duodecimum («на двенадцатом терминале»), т.к. находился на древнеримском тракте Мец-Страсбург в 12-и галльских льё от Меца.
- В эпоху Возрождения относился к маркизату Номени.
- В 1661 году Дельм, располагавшийся на эльзасской дороге, был передан герцогом Лотарингии Карлом IV французскому королю Людовику XIV и, таким образом, вошёл в состав Франции.
- В 1790 году вошёл в департамент Мёрт.
- Сюда в замок не раз приезжал Наполеон.
- В 1871 году Дельм по франкфуртскому договору отошёл к Германской империи и получил германизированное название Delm. В 1918 году после поражения Германии в Первой мировой войне вновь вошёл в состав Франции в департамент Мозель.
- Во время Второй мировой войны вновь был оккупирован Германией и носил в 1940—1944 годы германизированное название Delmen.

## Демография
По переписи 2008 года в коммуне проживало 915 человек.

## Образование
- Колледж Андре Мальро.

## Достопримечательности
- Замок XVI века.
- Музей современного искусства, расположенный в здании бывшей синагоги.
- Старое кладбище израэлитов (XVIII—XIX века).
- Церковь Сен-Жермен в неоготическом стиле, построена в 1859 году.
- Аббатство Орьокур, 1860 года; в бывшем замке Орьокур XVII века.

## Известные уроженцы
- Виктор Лемуан (фр. Victor Lemoine, 1823—1911) — известный французский селекционер декоративных растений, в частности создавший многие сорта сирени.